# Bradford & Bingley
Bradford & Bingley fue un banco británico con sede en la ciudad de Bingley en West Yorkshire. Se fundó en diciembre de 2000 a partir de la desmutualización de la Bradford & Bingley Building Society, en la que sus miembros canjearon sus participaciones en la mutualidad por, al menos, 250 acciones societarias del nuevo banco. Bradford & Bingley Building Society se formó en 1964 mediante la fusión de Bradford Equitable Building Society y Bingley Permanent Building Society, ambas fundadas en 1851.
En junio de 2008, para combatir los efectos de la crisis de las hipotecas subprime, el banco emitió obligaciones por 400 millones de £ que no fueron suscritas por los accionistas.
En septiembre de 2008, debido a los efectos de los altos costes de los créditos, el banco perdió buena parte de su valor en bolsa y el 25 de septiembre se anunció el despido de 370 trabajadores. El 29 de septiembre de 2008, después de un fin de semana de negociaciones, el Gobierno Británico anunció que el banco había sido parcialmente nacionalizado, y que el banco español Banco Santander, había comprado, a través de su filial británica Abbey, toda la red de sucursales y los depósitos de Bradford & Bingley por 773 millones de euros. 
El importe de la operación fue comunicado el mismo día por la Comisión Nacional del Mercado de Valores. La compra del Grupo Santander afectó a 25.263 millones de euros en depósitos de 2,7 millones de clientes, la totalidad de las 197 sucursales y 141 agencias de distribución de la entidad.
El 11 de enero de 2010, el negocio de ahorro de Bradford & Bingley, se combinó con Abbey, también propiedad de Banco Santander, y la entidad resultante pasó a llamarse Santander UK plc, operando bajo la marca Santander. Tras ello, el nombre Bradford & Bingley pasó a referirse a la sección nacionalizada del banco, es decir, a la rama hipotecaria.